# Premio musical Léonie Sonning
El premio musical Léonie Sonning, reconocido como el premio musical danés más importante, es otorgado anualmente a un músico internacional. Fue concedido por primera vez en 1959 al compositor Igor Stravinsky. Los premiados son elegidos por los directores de la Fundación Musical Léonie Sonning, fundada en 1965.
El diploma es en danés, y el premio incluye 600.000 Coronas danesas (80.000 Euros; 125.000 $) y un monotipo de la pintora danesa Maja Lisa Engelhardt. Los laureados tocan en un concierto, habitualmente en Copenhague, y a menudo son invitados para dar clases magistrales a músicos daneses.
El premio no está relacionado directamente con el Premio Sonning, que es el premio danés entregado por una fundación en memoria del último marido de Sonning, Carl Johann Sonning.

## Ganadores del Premio Musical Léonie Sonning
- 1959 -  Ígor Stravinski
- 1965 -  Leonard Bernstein
- 1966 -  Birgit Nilsson
- 1967 -  Witold Lutosławski
- 1968 -  Benjamin Britten
- 1969 -  Boris Christoff
- 1970 -  Sergiu Celibidache
- 1971 -  Arthur Rubinstein
- 1972 -  Yehudi Menuhin
- 1973 -  Dmitri Shostakóvich
- 1974 -  Andrés Segovia
- 1975 -  Dietrich Fischer-Dieskau
- 1976 -  Mogens Wöldike
- 1977 -  Olivier Messiaen
- 1978 -  Jean-Pierre Rampal
- 1979 -  Janet Baker
- 1980 -  Marie-Claire Alain
- 1981 -  Mstislav Rostropóvich
- 1982 -  Isaac Stern
- 1983 -  Rafael Kubelík
- 1984 -  Miles Davis
- 1985 -  Pierre Boulez
- 1986 -  Sviatoslav Richter
- 1987 -  Heinz Holliger
- 1988 -  Peter Schreier
- 1989 -  Gidon Kremer
- 1990 -  György Ligeti
- 1991 -  Eric Ericson
- 1992 -  Georg Solti
- 1993 -  Nikolaus Harnoncourt
- 1994 -  Krystian Zimerman
- 1995 -  Yuri Bashmet
- 1996 -  Per Nørgård
- 1997 -  András Schiff
- 1998 -  Hildegard Behrens
- 1999 -  Sofiya Gubaidúlina
- 2000 -  Michala Petri
- 2001 -  Anne-Sophie Mutter
- 2002 -  Alfred Brendel
- 2003 -  György Kurtág
- 2004 -  Keith Jarrett
- 2005 -  John Eliot Gardiner
- 2006 -  Yo-Yo Ma
- 2007 -  Lars Ulrik Mortensen
- 2008 -  Arvo Pärt
- 2009 -  Daniel Barenboim
- 2010 -  Cecilia Bartoli
- 2011 -  Kaija Saariaho
- 2012 -  Jordi Savall
- 2013 -  Simon Rattle
- 2014 -  Martin Fröst
- 2015 -  Thomas Adès
- 2016 -  Herbert Blomstedt
- 2017 -  Leonidas Kavakos
- 2018 -  Mariss Jansons
- 2019 -  Hans Abrahamsen
- 2020 -  Barbara Hannigan
- 2021 -  Unsuk Chin
- 2022 -  Pierre-Laurent Aimard
- 2023 -  Evelyn Glennie
- 2024 -  Emmanuel Pahud